# هاري كرامر
هاري كرامر (بالإنجليزية: Harry Kramer)‏ هو رسام أمريكي، ولد في 20 مارس 1939 في فيلادلفيا في الولايات المتحدة.

## وصلات خارجية
- الموقع الرسمي